# Piątek

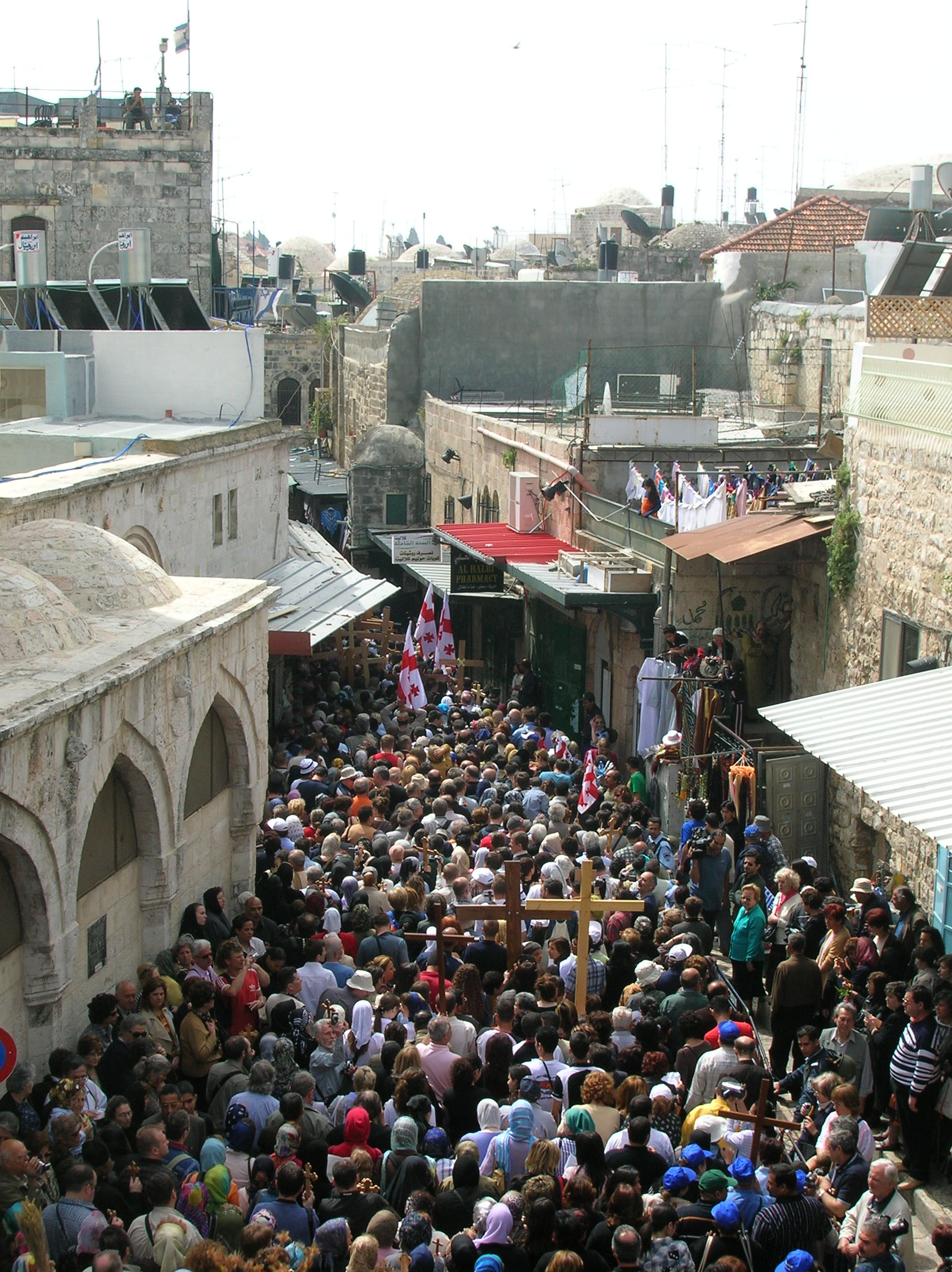
Nabożeństwo Drogi Krzyżowej w Jerozolimie, w piątek według tradycji chrześcijańskiej miał umrzeć Jezus Chrystus

Piątek (skrót pt. lub piąt.) – dzień tygodnia między czwartkiem a sobotą.
Według normy ISO-8601 jest piątym dniem tygodnia.
W tradycji biblijnej – chrześcijańskiej i żydowskiej, gdzie za pierwszy dzień tygodnia uznawana jest niedziela, piątek jest dniem szóstym.
Dla chrześcijan jest dniem śmierci Jezusa Chrystusa, w niektórych wyznaniach obowiązuje z tego powodu post. Piątek jest świętym dniem dla wyznawców islamu. W judaizmie w piątek, wraz z zachodem słońca, rozpoczyna się szabat. W kulturze zachodniej w piątek wieczorem rozpoczyna się weekend.
Polska nazwa, wspólna z innymi językami słowiańskimi, pochodzi od liczby pięć; por. cz. pátek, ros. пятница (piatnica), serb.-chorw. petak. Podobnie w językach bałtyckich: lit. penktadienis < penkta ‛piąta’ + diena ‛dzień’.
Od liczby sześć pochodzi port. sexta-feira. Gr. παρασκευή (paraskevi) ‛przygotowanie’ również nawiązuje do tradycji biblijnej, w której piątek był dniem przygotowania do Paschy, która wypadała w sobotę.
Łacińska nazwa dies Veneris ‘dzień Wenus’ wpłynęła na nazewnictwo innych języków europejskich, np. hiszp. viernes, wł. venerdì; w językach germańskich jest to dzień Frigg względnie Frei – nordyckiej odpowiedniczki Wenus: np. ang. Friday, niem. Freitag, w językach norweskim, duńskim, szwedzkim fredag, w niderlandzkim vrijdag.

## Piątek trzynastego
W niektórych krajach piątek, który jest jednocześnie 13. dniem miesiąca jest uznawany za pechowy.